# Урош Ђурић (фудбалер)
Урош Ђурић (Београд, 1. децембар 1993) професионални је српски фудбалер који игра на позицији голмана и тренутно наступа за Стругу.